# Niederrieden
Niederrieden là một đô thị ở huyện Unterallgäu bang Bayern, Đức.